# Benny Boom
Benny Boom (Nasceu em 22 de Julho de 1971), é um ator e diretor de videoclipes. Atualmente trabalha pra a Gorila Flix, Inc. É formado em Rádio, Televisão e Cinema pela Temple University.
Dirigiu videoclipe de vários artistas como The Pussycat Dolls, Sean Paul, Nas, Amerie, Kelly Rowland, Keyshia Cole, Ciara, Cassidy, Lil' Kim, LL Cool J, Nelly, P. Diddy, 50 Cent, Nicki Minaj, entre outros. Em 2009, dirigiu o filme Next Day Air.

## Videografia

### Videoclipes
- Nicki Minaj
  - Pound the Alarm (2012)
  - Beez In The Trap (2012)
  - Right By My Side (2012)
  - No Frauds (2017)
- Benzino
  - Shine Like My Son (2002)
- Birdman
  - What Happened to That Boy (2002)
- Amerie
  - Why Don't We Fall In Love (2002)
- Nas
  - Got Ur Self A... (2001)
  - Made You Look (2002)
- Monica
  - U Should've Known Better (2004)
- Mario
  - How Could You (2005)
  - Boom (Participação de Juvenile)
- P$C
  - I'm A King (2006/Part. Lil' Scrappy)
- 50 Cent
  - Just a Lil Bit (2005)
  - Window Shopper (2005)
  - Best Friend (Remix) (2005)
  - Amusement Park (2007)
  - Straight to the Bank (2007)
- T-Pain
  - Buy U a Drank (Shawty Snappin') (2007/Part. Yung Joc)
- R. Kelly
  - I'm A Flirt (Remix) (2007/Part.T.I. and T-Pain)
- Mýa
  - Lock U Down (2007/Part. Lil' Wayne)
- Ciara
  - Goodies (2004/Part. Petey Pablo)
  - 1, 2 Step (2004/Part. Missy Elliott)
- Kelly Rowland
  - Can't Nobody (2003)
- Nelly
  - Dilemma (2002/com Kelly Rowland)
  - Errtime(2005)
  - Stepped On My J's (2008/com Ciara e Jermaine Dupri)
  - Body on Me (2008/com Akon e Ashanti)
- Pussycat Dolls
  - Beep (2006/Part. Will.I.Am)
- Sean Paul
  - Like Glue
  - (When You Gonna) Give It up to Me (2006/com Keyshia Cole)
- Keyshia Cole
  - (I Just Want It) to Be Over (2005)
  - I Should Have Cheated (2005)
  - Love (2006)
  - Let It Go (2007/ft. Lil Kim & Missy Elliott)
  - "I Remember" (2007)
  - "Heaven Sent" (2008)
  - "Playa Cardz Right" (2008)
  - "You Complete Me" (2009)Trust (2009)
- Robin Thicke
  - "Lost Without U" (2006)
  - "Can U Believe" (2006)
- Busta Rhymes
  - Touch It (2006)
  - Touch It Remix (2006/Part. Mary J. Blige, Rah Digga, Missy Elliott, Lloyd Banks, Papoose & DMX)
  - I Love My Chick (2006/Part. Kelis e Will.I.Am)
  - New York Shit (2006/Part. Swizz Beatz) (co-directed by Justin Francis)
- Cherish
  - Do It to It (2006/Part. Sean Paul)
- Cassidy
  - I'm A Hustla (2005)
- Shyne
  - Jimmy Choo (2004/Part. Ashanti)
- Rooney
  - When Did Your Heart Go Missing? (2007)
- Snoop Dogg
  - That's That (2006/Part. R. Kelly)
- Akon
  - I Wanna Love You (2006/Snoop Dogg)
  - Smack That (2006/Eminem)
- P-Ham
  - Love You More (2007/Part. Nicole Scherzinger)
  - One Night Stand (2007/Part. Tony Yayo & Avant)
- New Kids on the Block
  - Single (2008/Part. Ne-Yo)
- LL Cool J (2008/Part. The-Dream
  - Baby
- Teairra Mari
  - Hunt 4 U (2008/Part. Pleasure P

### DVDs Ao Vivo & Filmes
- Pussycat Dolls: Live from London
  - Com Chris Applebaum (2006)
- Next Day Air